# درناهای آنتیگون
درناهای آنتیگون (نام علمی: Antigone)، یک سرده از پرندگان بزرگ از خانواده کلنگان است. گونه‌های این سرده در گذشته در سردهٔ Grus جای داشتند.

## آرایه‌شناسی
یک مطالعه تبارزایی مولکولی که در سال ۲۰۱۰ منتشر شد، نشان داد که سردهٔ Grus چندتباری است. در بازآرایی بعدی، چهار گونه در سردهٔ بازسازی‌شده آنتیگون قرار گرفتند. این سرده ابتدا در سال ۱۸۵۳ توسط طبیعت‌شناس آلمانی لودویگ رایشنباخ ساخته شد. گونهٔ نماد آن درنای ساروس (Antigone antigone) است.

### گونه‌ها
این جنس شامل چهار گونه است:
| تصویر | نام علمی            | نام رایج         | پراکنش                                                          |
| ----- | ------------------- | ---------------- | --------------------------------------------------------------- |
|       | Antigone canadensis | درنای شنزار      | آمریکای شمالی و منتهی الیه شمال شرقی سیبری                      |
|       | Antigone vipio      | درنای پس‌سرسفید   | شمال شرقی مغولستان، شمال شرقی چین و مناطق مجاور جنوب شرقی روسیه |
|       | Antigone antigone   | درنای ساروس      | شبه قاره هند، آسیای جنوب شرقی و استرالیا                        |
|       | Antigone rubicunda  | درنای استرالیایی | شمال و شرق استرالیا و گینه نو                                   |